# Rally of Scotland
El Rally Scotland, fue una prueba de rally que se celebró anualmente de 2009 a 2011 en Escocia y que fue puntuable para el Intercontinental Rally Challenge.

## Palmarés
| Año  | Edición              | Piloto            | Copiloto       | Vehículo          | Series |
| ---- | -------------------- | ----------------- | -------------- | ----------------- | ------ |
| 2009 | 1º Rally of Scotland | Guy Wilks         | Phillip Pugh   | Škoda Fabia S2000 | IRC    |
| 2010 | 2º Rally of Scotland | Juho Hänninen     | Mikko Markkula | Škoda Fabia S2000 | IRC    |
| 2011 | 3º Rally of Scotland | Andreas Mikkelsen | Ola Fløene     | Škoda Fabia S2000 | IRC    |